# Passaporto del Regno dei Paesi Bassi
Il passaporto del Regno dei Paesi Bassi (Nederlands biometrisch paspoort) è un documento di identità rilasciato ai cittadini del Regno dei Paesi Bassi. Viene utilizzato dai cittadini dei Paesi Bassi per i loro viaggi fuori dall'Unione europea e dallo Spazio economico europeo e dai cittadini di Aruba, Curaçao e Sint Maarten per i loro viaggi fuori dai propri confini, Paesi Bassi e resto dell'Unione europea compresi.
Vale come prova del possesso della cittadinanza del Regno dei Paesi Bassi ed è necessario per richiedere assistenza e protezione presso le ambasciate dei Paesi Bassi nel mondo.

## Caratteristiche
Il passaporto del Regno dei Paesi Bassi rispetta le caratteristiche dei passaporti dell'Unione europea con la copertina di colore rosso borgogna con lo Stemma dei Paesi Bassi al centro. Le parole "EUROPESE UNIE" e "KONINKRIJK DER NEDERLANDEN" sono incise sopra lo stemma così come "PASPOORT". Il passaporto biometrico ha l'apposito simbolo nella parte inferiore  
Il passaporto è rilasciato dalle autorità municipali (geemente), è valido per 10 anni ed ha 34 pagine di cui 28 possono essere utilizzati per i visti.